# Gregor Mendel
Gregor Johann Mendel, avstrijsko-češki duhovnik in znanstvenik, pionir genetike, * 20. julij 1822, Heinzendorf bei Odrau, Avstrijsko cesarstvo (danes Hynčice, Češka), † 6. januar 1884, Brno, Avstro-Ogrska (danes Češka).

## Zgodnje življenje
Rodil se je v revni kmečki družini nemškega rodu v majhni vasi na ozemlju današnje Češke, ki je bila takrat del Avstrijskega cesarstva. Kljub svojemu poreklu je bil deležen odličnega šolanja, sprva v gimnazijah v Opavi in Olomoucu, nato pa še dve leti na Univerzi na Dunaju, kjer se je pripravljal na poučevanje fizike in drugih naravoslovnih ved. Za njegovo poznejše raziskovanje je bila ključna fizikalna izobrazba (študiral je med drugim pri Dopplerju), poleg tega pa tudi, da je bil njegov profesor botanike Franz Unger, ki je zagovarjal teorijo evolucije.

## Delo s križanjem rastlin
Na priporočilo gimnazijskega učitelja fizike je leta 1843 vstopil v avguštinski samostan v Brnu kot menih in tam po koncu študija na Dunaju začel obsežno serijo poskusov križanja, da bi dokazal Ungerjevo tezo, po kateri so sorte ključne pri vprašanju izvora vrst. Zaradi fizikalne izobrazbe se je zavedal pomena natančnega zapisovanja poskusov, pa tudi sicer je bil izredno pedanten človek, ki je pazljivo spremljal mnoge pojave, kot so vremenski pogoji, Sončeve pege in druge spremenljivke. Ključno za njegov uspeh je bilo tudi, da je dobro poznal obstoječo literaturo na področju križanja rastlin in je za poskuse izbral posebej primerno rastlinsko vrsto - grah. Posamezni osebki graha znotraj iste populacije se razlikujejo po več fenotipskih lastnostih; danes vemo, da so različne lastnosti posledica razlik v posameznih genih, zaradi česar so principi njihovega dedovanja enostavnejši.
Od trgovcev s semeni je pridobil več kot trideset sort graha in jih posadil na samostanskem vrtu. Ko je izločil neprimerne sorte, mu je ostalo 22 sort, ki so se razlikovale v sedmih izbranih lastnostih - npr. cvetovi beli ali rdeči, semenska ovojnica siva ali bela, steblo kratko ali dolgo ipd. Nato je nadzorovano križal sorte z različnimi lastnostmi in opazoval, kakšne lastnosti so imeli potomci skozi več generacij. Poskuse je opravljal osem sezon in preučil na desettisoče, če ne celo stotisoče rastlin in izpeljal številčna razmerja potomcev z različnimi lastnostmi.
V teh sedmih parih lastnosti je bila ena vedno izrazito dominantna, zato so imele vse rastline v prvi generaciji potomcev vedno lastnost ene od starševskih rastlin (dominantno). Za opis pojava, ko ena od lastnosti prevlada, je Mendel neodvisno od sodobnikov vpeljal izraza »dominantnost« in »recesivnost«. Ko je samooplodil rastline iz prve generacije, sta se pri njihovih potomcih ponovno pojavili obe lastnosti izvorne generacije, skoraj natanko v razmerju 3:1. Ponovno je samooplodil rastline iz druge generacije in njihovi potomci so izkazovali enako lastnost kot starši, če je bil potomec recesiven homozigot. Pri križanju je šel še dlje in ugotavljal razmerja v številu potomcev z dvema paroma nepovezanih lastnosti ter ponovno dobil pričakovano razmerje kombinacij 9:3:3:1. Raziskave z grahom je moral leta 1864 opustiti, saj je nasade opustošil izbruh škodljivcev.
Mendlova teorija je bila, da vsako lastnost v dednem zapisu organizma določata natanko dva »elementa«, ki sta lahko bodisi enaka, bodisi različna (v sodobni terminologiji dve kopiji istega gena oz. dva alela). Ob nastanku gamet se v vsako od celic prenese eden od elementov, ki se nato ob nastanku zigote preneseta v isto celico, a ostaneta neodvisna, tako da se lahko v naslednji generaciji spet poljubno kombinirata. Za dejanski obstoj genov Mendel seveda ni vedel, a so bili njegovi »elementi« praktično ekvivalentni genom. Motil se je edino v predpostavki, da se enaka alela v zigoti zlijeta. Teorija je bila za svoje čase prelomna, saj so takratni raziskovalci dedovanja predpostavljali, da je za vsako lastnost odgovorna  množica delcev. Mendlove ugotovitve so dokončno ovrgle teoriji dedovanja z zlivanjem lastnosti in dedovanja pridobljenih lastnosti. Pomembno je tudi, da je dednost obravnaval s stališča populacije in ne tipološko kot njegovi predhodniki, saj pojavi, ki jih je opisoval, niso združljivi s tipološkim načinom razmišljanja. Za razliko od drugih, ki so eksperimentirali s križanjem rastlin, se je tudi zavedal, da je prenos gamet podvržen napaki pri vzorčenju, zato rezultati odstopajo od celoštevilskih razmerij. Napako je ob pomanjkanju sodobnih statističnih metod zmanjšal z uporabo zelo velikih vzorcev.

## Kasnejše delo in vpliv
Rezultate raziskav je predstavil v dveh predavanjih pred prirodoslovnim društvom v Brnu in jih leta 1866 objavil v društvenih Poročilih. Njegov članek je eden od klasikov znanstvene literature, ki jasno predstavi namen raziskave, povzame relevantne rezultate in iz njih pazljivo izpelje resnično izvirne ugotovitve. Kljub temu, da so biologi druge polovice 19. stoletja krčevito iskali ravno takšno elegantno teorijo dedovanja, kot jo je predlagal Mendel, je bilo njegovo delo več desetletij povsem spregledano.
Več razlogov je, zakaj so bila njegova spoznanja spregledana. Eden glavnih je kot kaže Mendlova korespondenca s švicarskim botanikom von Nägelijem. Nägeliju, ki je bil eden vodilnih botanikov tistega časa, je poslal kopijo svojega članka in kasneje sta si izmenjala mnogo pisem. Iz korespondence je možno razbrati, da je Nägeli nasprotoval Mendlovim ugotovitvam, saj so bila v nasprotju z njegovim prepričanjem o dedovanju z zlivanjem lastnosti. Namesto da bi Mendla vzpodbudil k objavi v kateri od uglednejših revij, mu je predlagal, naj testira svoje ugotovitve še na škržolicah (rod Hieracium). Danes vemo, da je pri škržolicah pogost pojav partenogeneze, zaradi česar se njihove lastnosti dedujejo v popolnoma drugačnih razmerjih kot pri spolnem razmnoževanju. Ker je Mendel kot fizik iskal univerzalne zakone, je ob neuspehu preprosto sprejel Nägelijevo zavrnitev, češ da je naletel na izjemen primer in je sedem let svojega dela z več deset tisoč rastlinami opisal kot »en izoliran eksperiment« (kljub temu, da je rezultate že prej potrdil z več drugimi vrstami). Zaradi svoje skromnosti ni niti poskušal vzpostaviti stika z drugimi botaniki.
Kasneje je izvajal še poskuse s križanjem čebel, a tudi tu zaradi zapletenega načina razmnoževanja čebeljih matic ni mogel izpeljati nobenih splošnih zakonitosti dedovanja. Z znanstvenim delom je zaključil do leta 1868, ko je postal opat samostana in je imel polne roke dela z administrativnimi zadevami. Umrl je leta 1884 pri starosti 61 let zaradi vnetja ledvic. Opat, ki ga je nasledil, je večino njegovih zapiskov uničil.

### Ponovno odkritje Mendlovega dela
Na prelomu 20. stoletja, leta 1900, so trije botaniki v razmaku nekaj mesecev in neodvisno drug od drugega objavili trditev, da so odkrili zakonitosti dedovanja, a so pri pregledovanju literature spoznali, da jih je Mendel prehitel za 35 let. To so bili Nizozemec Hugo de Vries, Nemec Carl Correns in Avstrijec Erich Tschermak. Zadnjega danes ne štejemo več za soodkritelja, saj je iz njegovih zapisov razvidno, da Mendlovih zakonov ni razumel. Njihovi zapisi so usmerili pozornost širše znanstvene srenje na Mendlovo delo. Kmalu so drugi raziskovalci potrdili njegove rezultate, sprva botaniki, nato pa še zoologi (pri živalih je situacija kompleksnejša, saj na mnogo več fenotipskih lastnosti vpliva več genov).
Bistven pomen Mendlove teorije je, da podaja genetske zakonitosti dedovanja fenotipskih lastnosti. V začetku so ji krčevito oporekali predstavniki šole biometrikov, ki so se osredotočali na statistično preučevanje fenotipskih lastnosti. Ko je postalo jasno, da so lastnosti, ki so porazdeljene zvezno (npr. telesna višina), odvisne od mnogih genov in torej niso v nasprotju z Mendlovimi zakoni, sta bila oba pristopa združena v t. i. sodobni evolucijski sintezi. Ta danes predstavlja temelj sodobne biologije.